# Luperina rhusia
Luperina rhusia là một loài bướm đêm trong họ Noctuidae.